# 龚州
龚州，唐朝时设置的州。
贞观七年（633年）置，治所在平南县（今广西壮族自治区平南县）。属岭南道。以龚江为名。辖境相当今广西壮族自治区平南县地。北宋政和元年（1111年）废，三年复置。南宋绍兴六年（1136年）废入浔州。
龚州刺史
- 徐仁轨（唐高宗时）
- 张直方（咸通末年）
- 朱友宁（唐昭宗时）
- 于恪（唐末）